# Operacja Magic Carpet (1949)
Operacja „Magic Carpet” („Latający dywan”) – powszechnie używana nazwa dużej operacji wojskowej, której oficjalną nazwą była Operation On Wings of Eagles (Operacja na Skrzydłach Orłów). W ramach tej operacji pomiędzy czerwcem 1949 a wrześniem 1950 przewieziono do Izraela 49 000 Żydów z Jemenu i Adenu, którzy zostali ewakuowani z powodu nasilających się prześladowań ze strony Arabów.

## Wstęp

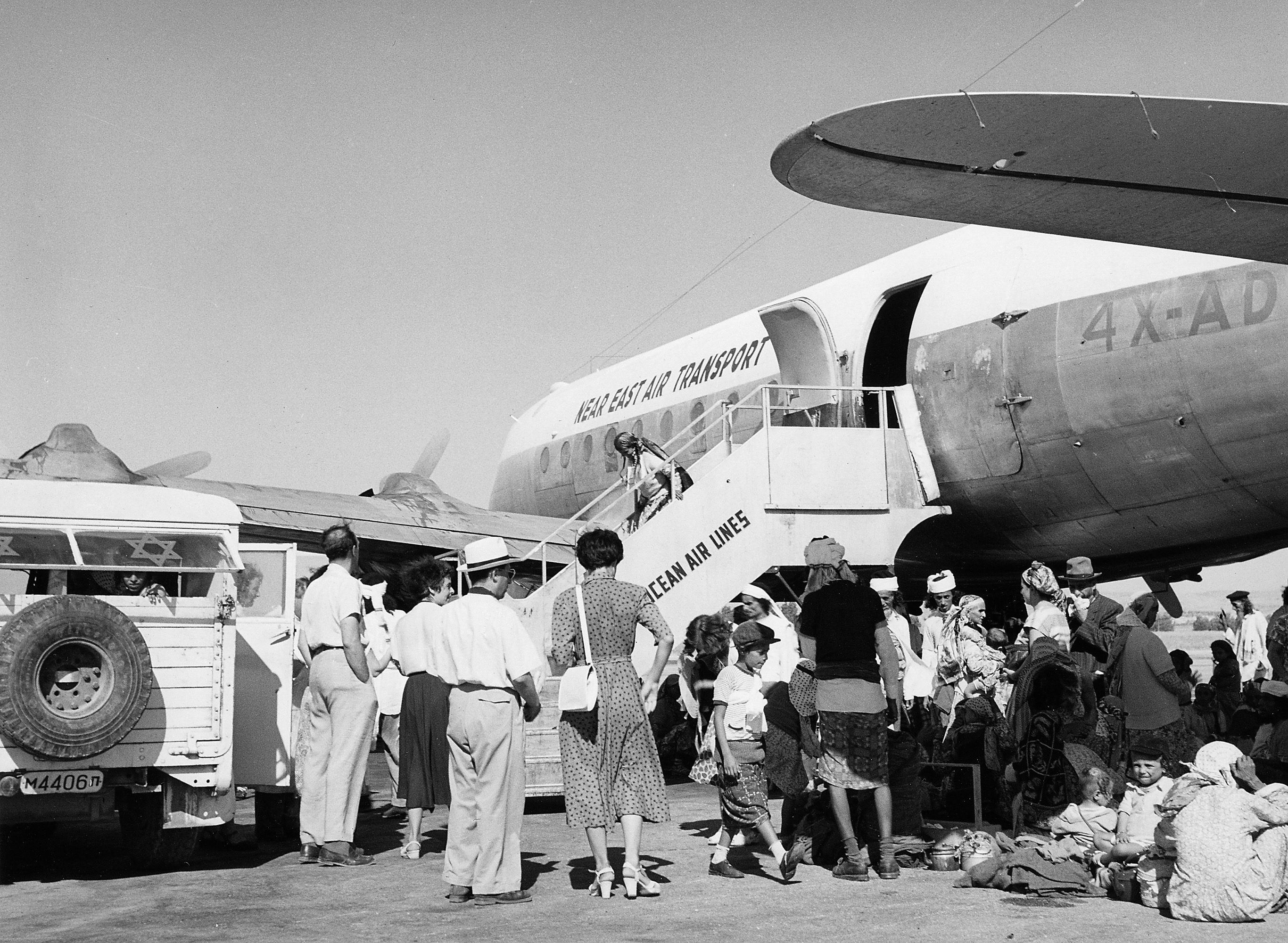
Operacja Magic Carpet, 26 sierpnia 1950

Gdy 29 listopada 1947 roku Zgromadzenie Ogólne Organizacji Narodów Zjednoczonych przyjęła Rezolucję nr 181 o podziale Palestyny na państwo żydowskie i arabskie, wywołało to wielkie oburzenie w świecie arabskim. W Adenie w Jemenie doszło do arabskich rozruchów i pogromu, w którym zabito 82 Żydów, a 76 zostało rannych. Zniszczono także liczne żydowskie domy oraz sklepy.
Na początku 1948 oskarżono lokalną społeczność żydowską w Jemenie o zamordowanie arabskiej dziewczyny. Kolejne oskarżenia i prześladowania paraliżowały ekonomicznie i mentalnie Żydów żyjących w Jemenie.
Po powstaniu niepodległego państwa Izrael (14 maja 1948) wielu jemeńskich Żydów pragnęło wyjechać do państwa żydowskiego, jednak władze brytyjskie uniemożliwiały im to, zatrzymując ich w obozie Geula w Adenie. Ogółem na terenie obozu znalazło się ponad 10 000 ludzi.

## Operacja

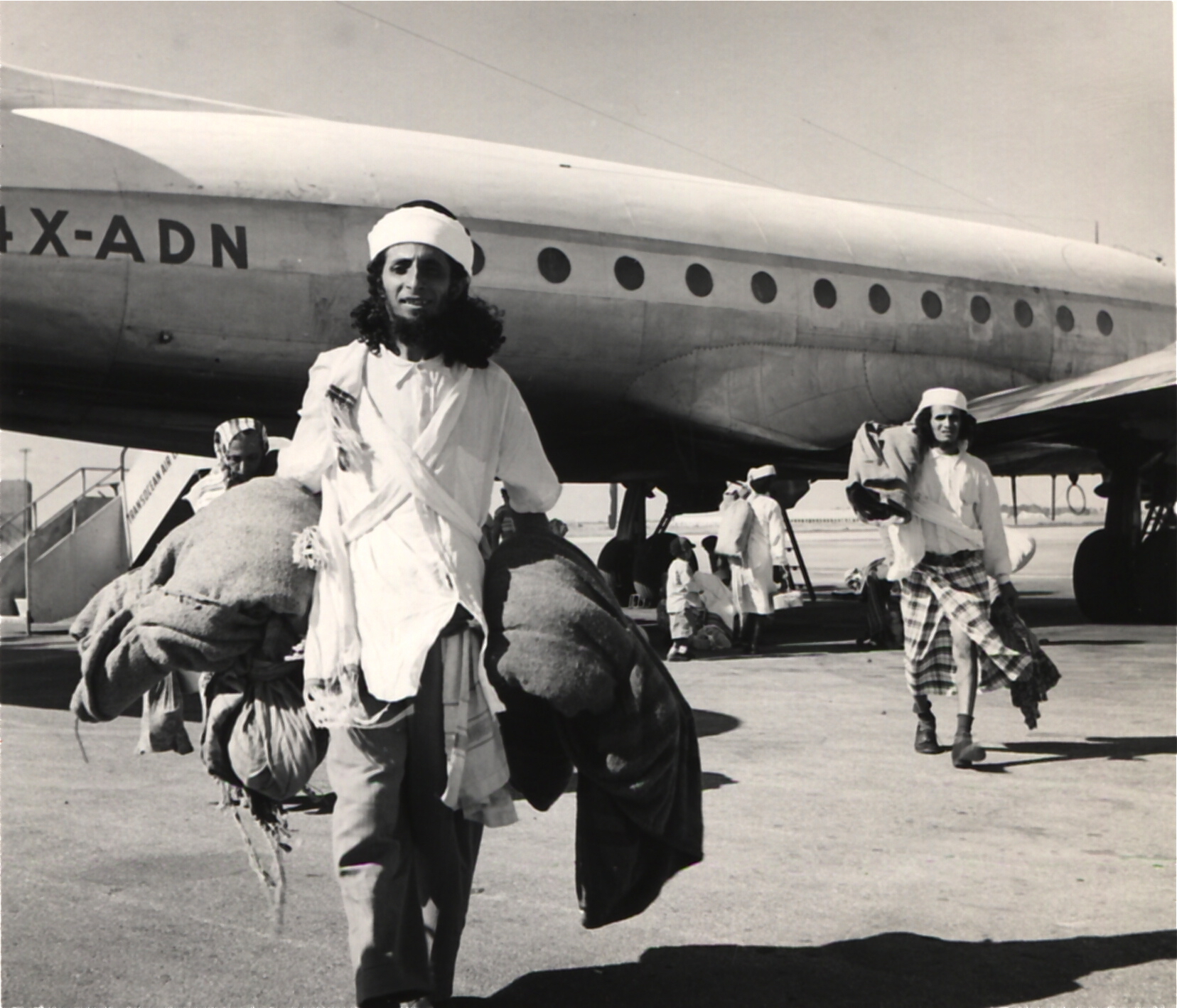
Operacja Magic Carpet, 26 sierpnia 1950

Na początku czerwca 1949 do Izraela zaczęły docierać pierwsze samoloty z Żydami z Jemenu. Całość operacji trwała do września 1950. W tym czasie umieszczano jemeńskich Żydów na terenie kontrolowanej przez Brytyjczyków bazy w Adenie. Operację przeprowadziły amerykańskie i brytyjskie samoloty transportowe, które wykonały ponad 380 przelotów pomiędzy Izraelem a Jemenem, przewożąc uchodźców do Izraela. Ogółem wykonały one 380 lotów, transportując 47 000 Żydów z Jemenu, 1500 z Adenu oraz 500 z Erytrei i Dżibuti. Całość operacji była utrzymywana w ścisłej tajemnicy, a pierwsze informacje przekazano opinii publicznej dopiero kilka miesięcy po jej ukończeniu.

## Krytyka
Około 850 Żydów zmarło, a śmiertelność wśród przywiezionych dzieci była wysoka.